# آرتاشس ملیک-آدامیان
آرتاشس آلکساندری ملیک-آدامیان (ارمنی: Արտաշես Ալեքսանդրի Մելիք-Ադամյան؛  زادهٔ ۲۸ اوت ۱۸۸۵ - درگذشته ۱۰ مارس ۱۹۴۹) پزشک، استاد اهل ارمنستان بود.

## زندگی‌نامه
وی در ۹ سپتامبر [سبک قدیمی: ۲۸ اوت] ۱۸۸۵ در شاهومیانی به دنیا آمد و از دانشگاه ملی پزشکی خارکف (۱۹۱۱) فارغ‌التحصیل گشت. همچنین برندهٔ جوایزی همچون نشان پرچم سرخ کار و دانشمند شایسته ارمنستان شوروی (۱۹۴۰) شده است. وی در ۱۰ مارس ۱۹۴۹ در سن ۶۳ سالگی در ایروان درگذشت.

## یادداشت
1. ↑  Արամ Շահվերդյան
2. ↑  Եգոր Հարությունյան
3. ↑  բժշկական գիտությունների դոկտոր